# یواس‌اس تاچر (دی‌دی-۱۶۲)
یواس‌اس تاچر (دی‌دی-۱۶۲) (به انگلیسی: USS Thatcher (DD-162)) یک کشتی بود که طول آن ۳۱۴ فوت ۴ ۱⁄۲ اینچ (۹۵٫۸۲۲ متر) بود. این کشتی در سال ۱۹۱۸ ساخته شد.